# Краснодубровський (Зав'яловський район)
Краснодубро́вський (рос. Краснодубровский) — селище у складі Зав'яловського району Алтайського краю, Росія. Входить до складу Зав'яловської сільської ради.

## Населення
Населення — 225 осіб (2010; 297 у 2002).
Національний склад (станом на 2002 рік):
- росіяни — 82 %